# Philippe Dreyfus
Philippe Dreyfus je Francuski informatički pionir.
Nakon magisterija fizike, 1950 g. na École supérieure de physique et de chimie industrielles de la ville de Paris, postaje profesor na sveučilištu Harvard služeći se Mark I, prvim automatskim računalom ikad izrađenim. 1958 postaje direktorBull Calculus Centre.
1962. godine stvara pojam  Informatique .
1965. godine postaje direktor CAP Europe, Englesko-Francuske tvrtke, kao i direktor CAP Francuska i CAP UK. Nakon spajanja CAP Francuske i CAP Europe sa Sogetijem, i preuzimanja Geminija (SAD), postaje 1975 g. potpredsjednik Sogetija, što je i danas.
Philippe Dreyfus član je ECSA Council (European Computing Services Association) i osnivač Syntec Informatique.
1962. godine razvija koncept programskog jezika, a 1990. godine uvodi koncept informativityja ( Informativité ).